# Cochlodactyla munroi
Cochlodactyla munroi är en tvåvingeart som beskrevs av Lyneborg 1972. Cochlodactyla munroi ingår i släktet Cochlodactyla och familjen stilettflugor. Inga underarter finns listade i Catalogue of Life.